# Geislingen an der Steige
Geislingen an der Steige település Németországban, azon belül Baden-Württembergben. Lakosainak száma 29 261 fő (2023. december 31.).

## Városrészei
A következő településeket beolvasztattak Geislingenbe:
| Aufhausen 1975 | Eybach 1972 | Stötten 1972 | Türkheim (Alb) 1971 | Waldhausen 1972 | Weiler ob Helfenstein 1966 |

## Népesség
A település népessége az elmúlt években az alábbi módon változott:
| Lakosok száma | 28 693 | 28 021 | 28 122 | 28 290 | 28 655 | 29 261 |
|               | 1975   | 2017   | 2019   | 2021   | 2022   | 2023   |